# Thomas Bartling
Thomas Bartling (* 1969 in Duisburg) ist ein deutscher Schauspieler und Sprecher.

## Leben
Thomas Bartling wuchs in seiner Geburtsstadt Duisburg auf. Nach seinem Abitur und dem Zivildienst, den er in einem Altenpflegeheim ableistete, studierte er Medizin an der Universität Gießen. Nach seinem Studienabschluss arbeitete er als Kinderarzt am Universitätsklinikum Frankfurt (Klinik I, Klinik für Kinder- und Jugendmedizin), wo er u. a. auf der Neugeborenenstation im Dienst war und Frühgeburten behandelte. Er arbeitet als Facharzt für Kinder- und Jugendmedizin mit Schwerpunkt Neonatologie am Universitätsklinikum Frankfurt.
Die Schauspielerei betrieb er zunächst nur als Hobby. Er besuchte anfangs einen Schauspiel-Workshop, den er von einer Freundin geschenkt bekommen hatte. Seinen ersten Bühnenauftritt hatte er 2003 am Kellertheater Frankfurt als Dymba in Tschechows Einakter Die Hochzeit. Es folgten verschiedene weitere Theaterproduktionen an Off-Theatern in Frankfurt/Main, u. a. am Mitra-Theater Frankfurt und am Gallus Theater, wo er den Figaro in Der tolle Tag oder Figaros Hochzeit (2004) und den Tambourmajor in Woyzeck (2006) spielte.
Von 2003 bis 2006 absolvierte er eine professionelle Sprecherausbildung in Frankfurt am Main. Von 2004 bis 2008 machte er nebenberuflich, neben seiner damaligen Vollzeittätigkeit als Arzt, seine Schauspielausbildung beim Schauspielstudio GrenzART Frankfurt (Leitung: Walter Ybema). Erste Aufträge erhielt er als Model für Werbung in Printmedien. Nach einer 5-monatigen Weiterbildung 2009/10 in Vollzeit am Camera Actors Studio des Instituts für Schauspiel, Film- und Fernsehberufe (ISFF) in Berlin unter der Leitung des Regisseurs Detlef Rönfeldt, während der er am Wochenende noch Schichten am Frankfurter Klinikum übernahm, vollzog Bartling den Wechsel in das professionelle Schauspielfach. Seit 2009 übt er seine ärztliche Tätigkeit jedoch weiterhin, allerdings nur noch in Teilzeit, aus. 
Seit 2010 arbeitet er als Schauspieler für Film und Fernsehen. Von 2010 bis 2013 hatte er eine wiederkehrende Nebenrolle in der RTL-Serie Gute Zeiten, schlechte Zeiten; er spielte Dr. Matthias Friedmann, einen Krankenhausarzt im Jeremias-Krankenhaus und Spezialisten für die Behandlung von Schlaganfällen. In der Fernsehserie Das Haus Anubis (2011) übernahm er die Rolle des Dr. Stattlich.
Es folgten mehrere Kurzfilme und Episodenrollen in den Fernsehserien Der letzte Bulle (2013) und Heldt (2014). Im Juni 2016 war Bartling, an der Seite von Johanna Klante, in der Fernsehserie In aller Freundschaft in einer Episodenhauptrolle zu sehen; er spielte den Lehrer Lutz Kleinschmidt, der mit seiner Frau eine Weltumrundung mit dem Fahrrad plant, und bei dem eine Bandwurmzyste im Gehirn festgestellt wird. In dieser Rolle war Bartling im April 2018 erneut in der Serie In aller Freundschaft zu sehen.
Im Tatort: Es lebe der Tod (Erstausstrahlung: November 2016) hatte er eine Nebenrolle als Vater Murot. In der ZDF-Krimireihe Taunuskrimi war er in dem Film Die Lebenden und die Toten (Erstausstrahlung: Januar 2017) an der Seite von Tanja Wedhorn ebenfalls in einer kleinen Nebenrolle zu sehen; er spielte den Piloten und Familienvater Ralf Hesse, der auf einer Familienfeier brutal erschossen wird. 
Neben seiner Tätigkeit als Schauspieler arbeitet Bartling als Sprecher für Hörspiele und in der Werbung, als Voice-over für TV-Dokumentationen (u. a. ZDF, arte) und für Imagefilme (u. a. BASF, Bosch). Außerdem ist er als Synchronsprecher tätig. Zudem betätigt er sich auch als Drehbuchautor, etwa für den Kurzspielfilm #abstandhalten.
Bartling lebt in Frankfurt am Main. Er ist Mitglied im  Bundesverband Schauspiel (BFFS).

## Filmografie (Auswahl)
- 2010–2013: Gute Zeiten, schlechte Zeiten (Fernsehserie; Seriennebenrolle)
- 2011: Das Haus Anubis (Fernsehserie; Serienrolle)
- 2012: Gedankenwerke (Kurzfilm)
- 2013: Der letzte Bulle (Fernsehserie, Folge: Zur Kasse, Schätzchen)
- 2013: Trugschluss (Kinofilm)
- 2014: Heldt (Fernsehserie, Folge: Totalschaden)
- 2014: Tabellarischer Lebenslauf (Kurzfilm)
- 2016: Immer Ärger mit Opa Charly (Fernsehfilm)
- 2016: Tatort: Es lebe der Tod (Fernsehreihe)
- 2016, 2018: In aller Freundschaft (Fernsehserie, Folgen: Eiskalt erwischt, Nur Mut!)
- 2017: Die Lebenden und die Toten (1) – Ein Taunuskrimi (Fernsehfilm)
- 2017: Tatort: Land in dieser Zeit (Fernsehreihe)
- 2017: Der Staatsanwalt (Fernsehserie, Folge: Gegenwind)
- 2017: neoManiacs (Fernsehserie)
- 2020: Der Staatsanwalt (Fernsehserie, Folge: Auf gute Nachbarschaft)
- 2020: #abstandhalten (Kurzspielfilm)
- 2021: Ein Fall für zwei (Fernsehserie, Folge: Notwehr)
- 2024: Der Staatsanwalt (Fernsehserie, Folge: Haustürgeschäfte)